# エンドウ.
エンドウ.（えんどう）は、日本の作詞家、作曲家、編曲家、音楽プロデューサー、ギタリスト。
バンド・GEEKSのボーカリスト兼ギタリストである。東京都出身。
日本音楽著作権協会（JASRAC）理事、日本音楽作家団体協議会（FCA）常任理事、日本音楽作家協会（MCA）会長も務める。

## 来歴
- 2001年11月4日　ロックバンド・アカツキ.を結成
- 2006年4月30日　アカツキ.を脱退
- 2008年2月20日　GEEKS を結成
- 2012年12月5日　声優岩田光央への楽曲提供から音楽作家としての活動を開始
- 2017年6月15日　月蝕會議を結成

## 人物
- 電子工作や木工を趣味とし、オリジナルギター製作やエフェクター設計をはじめ、多岐にわたる機材の自作をしている[1]。書籍の出版、エフェクター製作講座の開催などの経歴も持つ[2][3][4][5]。

- 音楽著作権に詳しく、その豊富な知識を活かし、様々なイベントやセミナーに出席[6][7][8][9][10][11][12][13][14]。

音楽クリエイターに対して、著作権等への意識を高めることの重要性を発信している。2022年には日本音楽著作権協会の理事に就任した。

## バンド
- アカツキ.　(2001年～2006年)
- GEEKS　(2008年～現在)
- 月蝕會議　(2017年～現在)
- STANCE PUNKS　(2021年～現在)※サポート

## 主な作品

### 楽曲提供
Aice5
- 「あなたのお口にAice⁵クリーム！」（作詞・作曲・編曲）

i☆Ris
- 「DIVE TO LIVE」（作詞・作曲・編曲）（TVアニメ「AKIBA'S TRIP -THE ANIMATION-」ED主題歌）

IKUO
- 「Confession」（作詞/月蝕會議名義）

石原夏織
- 「Sunny You」（作曲）

IMAGINATION vol.2
- 「IMAGINATION vol.2」収録全13曲（サウンドプロデュース）

イヤホンズ
- 「あなたのお耳にプラグイン!」（作詞・作曲・編曲）（TVアニメ｢それが声優!｣EDテーマ）
- 「overture」（作詞・作曲・編曲）
- 「成長！全力シンデレラ」（作曲・編曲）
- ｢予め失われた僕らのバラッド｣（作曲・編曲）（PlayStation Vitaゲーム「神獄塔 メアリスケルター」主題歌）
- ｢ヨロコビノウタ｣（編曲）
- 「イヤホンズのスーダラ節」（編曲）
- 「応援歌!」（作曲・編曲/月蝕會議名義）
- 「新次元航路」（作曲・編曲/月蝕會議名義）
- ｢わがままなアレゴリー｣（作詞・作曲・編曲/月蝕會議名義）（「サンリオピューロランドクリスマス2018」テーマソング）
- 「チュラタ チュラハ」（作詞・作曲・編曲/月蝕會議名義）（文化庁委託事業企画アニメ「斗え!スペースアテンダントアオイ」OP主題歌）
- 「耳の中へ」（編曲/月蝕會議名義）
- 「背中のWING!!!」（編曲/月蝕會議名義）
- 「渇望のジレンマ」（作詞・作曲・編曲/月蝕會議名義）
- 「循環謳歌」（作詞・作曲・編曲/月蝕會議名義）
- 「忘却」（作詞・作曲・編曲/月蝕會議名義）
- 「再生」（作詞・作曲・編曲/月蝕會議名義）
- 「それが声優！2021」（編曲/月蝕會議名義）
- 「かなしみ」（編曲/月蝕會議名義）
- 「リクエスト」（編曲/月蝕會議名義）
- 「だから大丈夫」（作曲・編曲/月蝕會議名義）

岩田光央
- 「GO AHEAD! (岩田光央の曲)」（作曲・編曲）
- 「ジェミニ」（作曲・編曲）
- 「スマイル」（作曲・編曲）
- 「グラスホッパー」（作曲・編曲）
- 「おねだりジェシカ」（作曲・編曲）
- 「スーパーチャージ」（作曲・編曲）

上坂すみれ
- 「無窮なり趣味者集団」（作曲・編曲）
- 「踊れ!きゅーきょく哲学」（作詞・作曲・編曲/月蝕會議名義）（TVアニメ「アホガール」ED主題歌）

uloco.
- 「Live and let die」（編曲/月蝕會議名義）

every♥ing!
- 「ゆめいろ学院校歌」（作詞・作曲・編曲）
- 「バンバンファイター」（作詞・作曲・編曲）
- 「ゆめいろ学院校歌 -覚醒の鋼鉄スケ番リミックス-」（作詞・作曲・編曲）
- 「DREAM FLIGHT」（作詞・編曲）
- ｢さよならは言わない」（作詞・作曲・編曲）
- 「笑顔でサンキュー！」（作詞・作曲・編曲）

太田家
- 「赤赤」（作詞・作曲）

緒方恵美
- 「hit man」（編曲）

ガガピエロ
- 「リアコレート」（作曲・編曲）

カスタマイZ
- 「COOLEST」（作詞・作曲・編曲）（TVアニメ｢坂本ですが?｣OP主題歌）

カノエラナ
- 「月と星空」（作詞・作曲・編曲）（TVアニメ「トニカクカワイイ」ED主題歌）
- 「ヨトギバナシ」（編曲）（	TVアニメ「虚構推理Season2」OP主題歌）

カラーポワント
- 「Sugar pianist」（作曲・編曲）
- 「星屑Stairway」（作詞・作曲・編曲）
- 「Rainy princess」（作曲・編曲）
- 「Paint-Nightmare」（作詞・作曲・編曲）
- 「Innocent Knife」（作曲・編曲）
- 「Twinray Laboratory」（作曲・編曲）
- 「Witch Hunting Night」（作曲・編曲）
- 「Stray Sheep School」（作曲・編曲）
- 「Dolly Homing」（作曲・編曲）

河野万里奈
- 「アイキャントライ」（編曲）

GILTY × GILTY
- 「スティグマ」（作曲・編曲）

X-BORDER
- 「絶対硬派ボーイ」（作詞・作曲・編曲）

月蝕會議
月蝕會議の楽曲は月蝕會議を参照
高野麻里佳
- 「UNRULY COASTER」（作詞・編曲）

小林愛香
- 「Lorem Ipsum」（編曲）

Psycho le Cemu
- 「あなたにくびったけ」（編曲）

佐咲紗花
- 「Can Do」（編曲）
- 「Super Driver」（編曲）
- 「花蓮」（編曲）（TVアニメ｢牙狼-紅蓮ノ月-｣ED主題歌）

佐藤聡美
- 「BraveMorning!!」（作詞・作曲・編曲）
- 「♥'s★cReaM♪」（作詞・作曲・編曲）
- 「sweet!sweet!!sweet!!!」（作詞・作曲・編曲）
- 「オレンジDays」（作詞・作曲・編曲）
- 「恋のメロンソーダ」（作詞・作曲・編曲）
- 「I am a cloudy girl」（作曲・編曲）
- 「虹色のプレリュード」（作詞・作曲・編曲）
- 「Smile Cracker」（作詞・作曲・編曲）
- 「旅ってイイネ。」（作詞・作曲・編曲）

THE+BETH
- 「FORKED ROAD」（作詞・作曲）

GE'LMINATii
- 「ユグドラシルの歌」（編曲・ミックス）

JAM project
- 「Survive」（編曲）

スタァライト九九組
- 「99 ILLUSION！」（作詞・作曲・編曲/月蝕會議名義）
- 「Green Dazzling Light」（作詞・作曲・編曲/月蝕會議名義）
- 「百色リメイン」（作曲・編曲）
- 「Bright!Light!」（作詞）
- 「サイカイ合図」（作曲・編曲）（舞台｢少女☆歌劇 レヴュースタァライト-The LIVE ONLINE-｣主題歌）
- 「綺羅星ディスタンス」（作曲・編曲）
- 「キャラメリーゼフィナーレ」（作曲・編曲）

Sou
- 「月夜のタクト」（作詞・作曲・編曲）※月蝕會議名義

そらる
- 「PROP MAN」（作詞・作曲・編曲）

高橋李依
- 「パラレルギャロップ」（作詞・作曲・編曲）

Devil ANTHEM.
- 「STARLIGHT CIRCUS」（作詞・作曲・編曲）

寺島拓篤
- 「DRIVE!」（作曲・編曲）
- 「tiny adventure」（編曲）

TENRIN
- 「新世界へ」（作詞・作曲・編曲）
- 「獄上パライソ」（作曲・編曲）

TWO-MIX
- 「TWO-MIX 25th ANTHEM MEDLEY The Collaboration between TWO-MIX & 月蝕會議」（編曲/月蝕會議名義）

長久友紀
- 「いーあるさんせっと」（作詞・作曲・編曲）

夏代孝明
- 「夜闇キャンパス」（作詞・作曲・編曲）

新田恵海
- 「マスカレイド」（作詞・作曲・編曲/月蝕會議名義）
- 「ツバサ」（作詞・作曲・編曲/月蝕會議名義）（TVアニメ「18if」ED主題歌）

のんふぃく！
- 「パラレルワルツ」（作曲・編曲）
- 「トキメキGet Crazy」（作曲・編曲）

羽多野渉
- 「CAPSULE HEART」（作詞）

悲撃のヒロイン症候群
- ｢KissMark｣（作曲・編曲）
- ｢REVENGER｣（作詞・作曲・編曲）
- 「晦冥ワンダラー」（作詞・作曲）
- 「Dark Paradise」（作詞・作曲）

×純文学少女歌劇団
- 「グレーテルパレード」 （作詞・作曲・編曲/月蝕會議名義）
- 「嘘嘘嘘」（作詞・作曲・編曲/月蝕會議名義）
- 「カレイドスコープ」（作詞・作曲・編曲）

BLKLiLiY
- 「PAINT BLACK」（作曲・編曲）

Hey! Say! JUMP
- 「言葉はいらない」（作詞・作曲・編曲/月蝕會議名義）

星仁いち
- 「ディクレアヘテロダイン」（作詞・作曲・編曲）

Machico
- 「星屑プリンス」（作曲・編曲）
- 「永久味方宣言」（作詞・作曲・編曲）

Mia REGINA
- 「無敵乙女化プログレス」（作曲・編曲）

MEWM
- 「夏色セカイ」（作詞・作曲・編曲）
- 「ナナイロストーリー」（作詞・作曲・編曲）

ももいろクローバーZ
- 「バイバイでさようなら」（作曲・編曲）
- 「トリック･オア･ドリーム」（作詞・作曲・編曲/月蝕會議名義）（ハロウィンジャンボ宝くじテレビCMソング）
- 「ロードショー」（作詞・作曲・編曲/月蝕會議名義）
- 「月色Chainon」（編曲/月蝕會議名義）（映画「美少女戦士セーラームーンEternal」主題歌）

夜光性アミューズ
- 「CALL MY NAME」（作詞・作曲・編曲）
- 「ワルレリジョナー」（作詞・作曲・編曲）

山崎はるか
- 「パンピーナ!」（編曲）
- 「Dark Sweet Nightmare」（作曲・編曲）
- 「Ⓟarty Maker!」（作詞・作曲・編曲）

やよいももこ
- 「乙女戦士」（作詞・作曲・編曲）

### アニメ
TVアニメ「AKIBA'S TRIP -THE ANIMATION-」
- 劇伴（作曲・編曲）
- まにあ～ず(CV. イヤホンズ)「サンキトウセン！」（作詞・作曲・編曲）

S.S.D.S. 〜Super Stylish Doctors Story〜 キャラクターソング
- 実相院光太郎（CV.野津山幸宏）「キタミナミ」（作詞・作曲・編曲/月蝕會議名義）
- 那由多凱（CV. 木村昴）「Fermata」（作詞・作曲・編曲/月蝕會議名義）
- 霧谷玲司（CV.置鮎龍太郎）「静寂なんてぶっ飛ばせ」（作詞・作曲・編曲/月蝕會議名義）
- 時岡進太郞（CV.佐藤拓也）「if」（作詞・作曲・編曲/月蝕會議名義）
- Dr.HAYAMI＆新田龍之介（CV.速水奨・増田俊樹）「愛のビーチフラッグ」（作詞・作曲・編曲/月蝕會議名義）

TVアニメ「音楽少女」
- 西尾未来(CV.岡咲美保)「フライガール」（編曲）

配信ドラマ超人的シェアハウスストーリー『カリスマ』
- 劇伴（作曲・編曲/月蝕會議名義）
- 天堂天彦(CV:橋詰知久)「VIVA LA LIBERATION」（作詞・作曲・編曲/月蝕會議名義）
- 「カリスマピクニック」（作詞・作曲・編曲/月蝕會議名義）
- 天堂天彦(CV:橋詰知久)「ムンラホルマオ」（作曲・編曲/月蝕會議名義）
- 「みんながカリスマ」（編曲/月蝕會議名義）

TVアニメ「ゴールデンタイム」キャラクターソング
- NANA先輩(CV:佐藤聡美) 「地獄の豚バラ炒め～the seven deadly sins～」（作詞・作曲・編曲）
- NANA先輩(CV:佐藤聡美) 「Let's break togerther」（編曲）

アニメ「せいぜいがんばれ!魔法少女くるみ」
- 鈴木キヨシ(CV.林勇)他「美少女魔法少女恐竜天使戦士応援歌」

TVアニメ「戦友。」キャラクターソング
- ルキ(CV:茅野愛衣)「ぽんぽんぽっぷこーん」（作詞・作曲・編曲）

TVアニメ「蒼穹のファフナーEXODUS」キャラクターソング
- 堂馬広登(CV:佐々木望)「全力LOVE」（作詞・作曲・編曲）

TVアニメ「それが声優!」キャラクターソング
- 釘宮理恵「この世はスパイラル!」（作曲・編曲）

文化庁委託事業企画アニメ「斗え!スペースアテンダントアオイ」
- 劇伴（作曲・編曲/月蝕會議名義）

戦国ロック活劇「天歌奏流-TENKASOUL-」
- プロジェクト始動ムービー音楽（作曲・編曲）
- SOCIAL EMPIRE

「Rust」（作曲・編曲）、「青藍」（作曲）、「Lost My Seed」（作曲）
- LEVIATHAN

「天・上・天・下・唯・我・独・尊」（作曲・編曲）、「R.I.P.」（作曲）、「絶唱天歌」（作曲）
- MINOR CHANGE

「Fear」（作曲・編曲）、「HOOLIGANS ERA」（作詞・作曲・編曲）、「BURNING BLOOD」（作詞・作曲・編曲）
TVアニメ「天体のメソッド」キャラクターソング
- 水坂湊太(CV:石川界人)「Brand New Scene」（編曲）

TVアニメ『東京リベンジャーズ』
- 龍宮寺堅(CV.鈴木達央)「SIDEKICK」（作詞・作曲・編曲）
- 場地圭介(CV.水中雅章)「Rest In Rampage」（作詞・作曲・編曲）
- 溝中五人衆（CV：新祐樹、寺島拓篤、広瀬裕也、武内駿輔、葉山翔太）「ONE STAR」（作詞・作曲・編曲）
- 乾 青宗(CV.榎木淳弥)「Alley Dawg」（作詞・作曲・編曲）
- 九井 一(CV.花江夏樹)「Stray Tabby」（作詞・作曲・編曲）
- 半間 修二(CV.江口拓也)「CIRCUS IN THE DARK」（作詞・作曲・編曲）

TVアニメ「トニカクカワイイ」
- 劇伴（作曲・編曲）
- 2期劇伴（作曲・編曲）
- 由崎司(CV.鬼頭明里)「夜のかたすみ」（作詞・作曲・編曲）

配信アニメ「トニカクカワイイ 女子高編」
- 劇伴（作曲・編曲）

TVアニメ「Back Street Girlsーゴクドルズー」
- 劇伴（作曲・編曲/月蝕會議名義）
- ゴクドルズ虹組「ゴクドルミュージック」収録

「恋のサカズキ」、「仁義なき恋」、「恋の潰し屋」、「怒ってんの？」、「夢のシマへ」、「宇宙級の愛」、「愛の懲役」（作曲・編曲/月蝕會議名義）
ヒプノシスマイク
- 山田一郎(CV.木村昴)｢俺が一郎｣（作曲・編曲/月蝕會議名義）
- 山田二郎(CV.石谷春貴) 「センセンフコク｣（作詞・作曲・編曲/月蝕會議名義）
- シングル｢Buster Bros!!! Generation｣収録ドラマトラック劇伴･劇中ラップビート（作曲・編曲）
- シングル｢BAYSIDE M.T.C｣収録ドラマトラック劇伴･劇中ラップビート（作曲・編曲）
- シングル｢麻天狼-音韻臨床-｣収録ドラマトラック劇伴･劇中ラップビート（作曲・編曲）
- 伊弉冉一二三(CV.木島隆一)｢シャンパンゴールド｣（作曲・編曲/月蝕會議名義）
- シングル｢Fling Posse-F.P.S.M-｣収録ドラマトラック劇伴･劇中ラップビート（作曲・編曲）
- アルバム「Buster Bros!!! VS MAD TRIGGER CREW」収録ドラマトラック劇伴･劇中ラップビート（作曲・編曲）
- Buster Bros!!!「IKEBUKURO WEST GAME PARK」（作曲・編曲/月蝕會議名義）
- アルバム「Fling Posse VS 麻天狼」収録ドラマトラック劇伴･劇中ラップトビート（作曲・編曲）
- アルバム「The Champion」収録ドラマトラック劇伴･劇中ラップビート（作曲・編曲）
- キンプリコラボ｢Street Rap Battle- Squash The Beef｣（作詞・リミックス/月蝕會議名義）
- アルバム「Enter the Hypnosis Microphone」収録ドラマトラック劇伴･劇中ラップビート（作曲・編曲）
- コミックス限定版特典CD収録「Nausa de Zuiqu」ドラマトラック劇伴･劇中ラップビート（作曲・編曲）
- コミックス限定版特典CD収録「Wrap&Rap ～3分バイブスクッキング～」ドラマトラック劇伴･劇中ラップビート（作曲・編曲）
- コミックス限定版特典CD収録「BB’s City」ドラマトラック劇伴･劇中ラップビート（作曲・編曲）
- コミックス限定版特典CD収録「BB’s City」（作詞・作曲・編曲/月蝕會議名義）
- サイプレス上野とロベルト吉野×月蝕會議×The Dirty Dawg｢The Three Musketeers Mic Relay｣（作曲・編曲/月蝕會議名義）
- アルバム「あゝオオサカdreamin’night」収録ドラマトラック劇伴･劇中ラップビート（作曲・編曲）
- アルバム「Bad Ass Temple Funky Sounds」収録ドラマトラック劇伴･劇中ラップビート（作曲・編曲）
- アルバム「Buster Bros!!! -Before The 2nd D.R.B-」収録ドラマトラック劇伴･劇中ラップビート（作曲・編曲）
- アルバム「MAD TRIGGER CREW -Before The 2nd D.R.B-」収録ドラマトラック劇伴･劇中ラップビート（作曲・編曲）
- アルバム「Fling Posse -Before The 2nd D.R.B-」収録ドラマトラック劇伴･劇中ラップビート（作曲・編曲）
- アルバム「麻天狼 -Before The 2nd D.R.B-」収録ドラマトラック劇伴･劇中ラップビート（作曲・編曲）
- スマホアプリゲーム「ヒプノシスマイク-ARB-」ゲーム中ビートトラック、劇伴BGM（作曲・編曲）
- コミックス限定版第3巻限定版特典CD収録「LESSON」ドラマトラック劇伴･劇中ラップビート（作曲・編曲）
- F.P&Mコミックス限定版第3巻限定版特典CD収録「Onece Upon a Time in Shibuya」ドラマトラック劇伴･劇中ラップビート（作曲・編曲）
- B.B&M.T.Cコミックス限定版第3巻限定版特典CD収録「Private Time」ドラマトラック劇伴･劇中ラップビート（作曲・編曲）
- Official Guide Book付属CD収録ドラマトラック劇伴･劇中ラップビート（作曲・編曲）
- Buster Bros!!!「RUN THIS CITY」（作曲・編曲/月蝕會議名義）（TVアニメ「ヒプノシスマイク」第2話挿入歌）
- D.H&B.A.Tコミックス限定版第1巻限定版特典CD収録「なにわ☆パラダイ酒」ドラマトラック劇伴･劇中ラップビート（作曲・編曲）
- Buster Bros!!!「3 Seconds Killer」（作曲・編曲/月蝕會議名義）（TVアニメ「ヒプノシスマイク」第6話挿入歌）
- 「どついたれ本舗　VS Buster Bros!!!」収録ドラマトラック劇伴･劇中ラップビート（作曲・編曲）
- 「Bad Ass Temple VS 麻天狼」収録ドラマトラック劇伴･劇中ラップビート（作曲・編曲）
- D.H&B.A.Tコミックス限定版第3巻限定版特典CD収録「R.I.P」ドラマトラック劇伴･劇中ラップビート（作曲・編曲）
- 「Fling Posse VS MAD TRIGGER CREW」収録ドラマトラック劇伴･劇中ラップビート（作曲・編曲）
- F.P&M+コミックス第1巻限定版特典CD収録ドラマトラック劇伴･劇中ラップビート（作曲・編曲）
- B.B&M.T.Cコミックス第1巻限定版特典CD収録ドラマトラック劇伴･劇中ラップビート（作曲・編曲）
- Dawn of divisionsコミックス第1巻限定版特典CD収録ドラマトラック劇伴･劇中ラップビート（作曲・編曲）
- D.H&B.A.Tコミックス第5巻限定版特典CD収録ドラマトラック劇伴･劇中ラップビート
- 「キズアトがキズナとなる」収録ドラマトラック劇伴･劇中ラップビート（作曲・編曲）
- Dawn of divisionsコミックス第2巻限定版特典CD収録ドラマトラック劇伴･劇中ラップビート（作曲・編曲）
- アルバム「CROSS A LINE」初回限定盤収録ドラマトラック劇伴･劇中ラップビート
- F.P&M+コミックス第3巻限定版特典CD収録ドラマトラック全劇伴･劇中ラップトラック（作曲・編曲）
- B.B&M.T.Cコミックス第3巻限定版特典CD収録ドラマトラック全劇伴･劇中ラップトラック（作曲・編曲）
- Dawn of divisionsコミックス第3巻限定版特典CD収録ドラマトラック全劇伴･劇中ラップトラック（作曲・編曲）
- アルバム「Verbal Justice」初回限定盤収録ドラマトラック全劇伴･劇中ラップトラック（作曲・編曲）
- Division Rap Battle- side D.H & B.A.T+コミックス第1巻限定版特典CD収録ドラマトラック全劇伴･劇中ラップトラック（作曲・編曲）
- 伊弉冉 一二三(CV:木島隆一)「ポジティブ my life」 （作曲・編曲/月蝕會議名義）
- Division Rap Battle- side D.H & B.A.T+コミックス第2巻限定版特典CD収録ドラマトラック全劇伴（作曲・編曲）
- 「.Buster Bros!!!」収録ドラマトラック全劇伴（作曲・編曲）
- 「.MAD TRIGGER CREW」収録ドラマトラック全劇伴（作曲・編曲）
- 「.Fling Posse」収録ドラマトラック全劇伴（作曲・編曲）

ピクチャードラマプロジェクト「VOISCAPE」
- VOISCAPE（CV.中島由貴、鈴代紗弓、大野柚布子）「GO GO WEST」（作曲・編曲）

アニメ「MOKURI(モクリ)」
- ショートフィルム劇伴BGM（作曲・編曲）

TVアニメ｢ReLIFE｣キャラクターソング
- 狩生玲奈(CV:戸松遥)｢ナミダダイアモンド｣（作曲･編曲）

TVアニメ「レベル1だけどユニークスキルで最強です」
- 劇伴（作曲・編曲）

### ゲーム
アプリゲーム｢アイ★チュウ Étoile Stage｣
- RE:BERSERK ｢DARK PROPHECY｣（作詞・作曲・編曲）

アプリゲーム「あんさんぶるスターズ!!」
- Branco「Sweet Sweet White Song」（作曲・編曲/月蝕會議名義）

アプリゲーム「A3!」
- ガイ(CV.日野聡)｢DEFRAGMENTATION｣（作詞・作曲・編曲/月蝕會議名義）
- 古市左京･雪白東(CV：帆世雄一、柿原徹也)「桔梗の花」（作詞・作曲・編曲/月蝕會議名義）

PCゲーム「おまかせ！お姉ちゃん部」
- 早瀬弥生「ラブ☆ら部もーしょん！」（作曲・編曲）

アプリゲーム｢快感・フレーズCLIMAX｣
- Shion＆Reon（CV.内田雄馬、鈴木達央）｢ジェラシス｣（作曲・編曲）
- XXX（CV.鈴木達央、古川慎、花江夏樹）「THE SHOUT」（作詞・作曲・編曲）

Nintendo Switchゲーム「終遠のヴィルシュ -EpiC:lycoris-」
- 「たゆたう花」 （作詞・作曲・編曲/月蝕會議名義）
- 「アシメトリー」（作詞・作曲・編曲/月蝕會議名義）
- 「Avec toi」（作詞・作曲・編曲/月蝕會議名義）

ST//RAYRIDE
- 「Leviathan」（作詞・作曲・編曲/月蝕會議名義）

アプリゲーム「D4DJ Groovy Mix」
- Photon Maiden「99 ILLUSION！」（編曲）

PS4ゲーム「Death end re;Quest」
- サウンドトラック（作曲・編曲/月蝕會議名義）
- 「Over my DEAD copy」（作詞・作曲・編曲/月蝕會議名義）

Nintendo Switchゲーム「マツリカの炯-kEi- 天命胤異伝」
- 「薫風の茉莉花」（作詞・作曲・編曲/月蝕會議名義）
- 「時の輪」 （作詞・作曲・編曲/月蝕會議名義）
- オリジナルサウンドトラック（作曲・編曲/月蝕會議名義）

### 映画
映画「美少女戦士セーラームーンEternal」挿入歌
- セーラー戦士(CV.三石琴乃、福圓美里、金元寿子、佐藤利奈、小清水亜美、伊藤静、皆川純子、大原さやか、前田愛、藤井ゆきよ)「Moon Effect」（作詞・作曲・編曲/月蝕會議名義）

映画「美少女戦士セーラームーンCosmos」テーマ曲
- 「ムーンライト伝説」、「セーラースターソング」、「Happy Marriage Song」（編曲/月蝕會議名義）

映画「G.I.ジョー:漆黒のスネークアイズ」プロモーションテーマソング
- NINJAKAIGI「STEALTH DIVE」（作詞・作曲・編曲）

Nintendo Switchゲーム「マツリカの炯-kEi- 天命胤異伝」OP曲
- 「薫風の茉莉花」（作詞・作曲・編曲/月蝕會議名義）

### TVドラマ
NHKプレミアムドラマ｢男の操｣
- SKiP JAcK｢ハローアンドグッバイ｣（作詞・作曲・編曲）

月9ドラマ「ラヴソング」挿入歌
- 「Dirty Boy」(作詞・作曲・編曲)

### その他
イヤホンズ vs Aice5
- 「Battle Prelude」（作曲・編曲）

浦島坂田船
- 「Trip-Trap, Love Trap!!」（ミックス）

A3!
- 三好一成･斑鳩三角(CV:小澤廉、廣瀬大介）｢渾沌オーライ！｣（ミックス）

舞台「カリスマdeステージ」
- 劇中音楽 （作詞・作曲・編曲/月蝕會議名義）
- 「おかえりカリスマ」（作詞・作曲・編曲/月蝕會議名義）

GUMI
- 「HIKKOSHI IN MY DEAD」（作詞・作曲・編曲）
- 「7時間の充電で23時まで戦えます｣（作詞・作曲・編曲）

Grave Keepers
- 「Grave Keepers ♯1」（作詞・作曲・編曲/月蝕會議名義）

末柄・三浦のSTREAMERS集会所
- すえみう「僕らのSTREAMER」

舞台「刀使ノ巫女」
- 劇中音楽（作曲・編曲/月蝕會議名義）

なんでもいきもの
- 「なんものいいじゃん」（作詞・作曲・編曲/月蝕會議名義）

舞台「魔法先生ネギま!〜お子ちゃま先生は修行中！〜」
- 劇中音楽（作曲・編曲/月蝕會議名義）

## 演奏参加作品
アイドリング!!! (アイドルグループ)
- 「SHA KA LA KA PARTY」（ギター）

あいみょん
- 「幸せになりたい」（ギター）

天月-あまつき-
- 「君の知らない物語」（ギター）
- 「学園インビジブル」（ギター）

イトヲカシ
- 「ホシアイ」（ギター）

宇宙人 (日本のバンド)
- 「じじい」（シンセアレンジ）

カノエラナ
- 「Queen of the Night」初回限定盤特典CD収録全曲（ギター）

鋼鉄電脳少女帯
- アルバム「ロボ☆アニ ボカロ大戦」（ギター）

KOTOKO
- 「TOUGH INTENTION」（ギター・コーラス）

佐藤聡美
- 「アキノソラ」（ギター）

ZAQ (シンガーソングライター)
- 「カゼノワ」（ギター）

STANCE PUNKS
- アルバム「changes」収録全曲（ギター）

玉置成美
- 「ETERNAL WIND」（ギター）

たるとP
- 「ハロライン」（ギター）

Trefle
- 「プラチナ」（ギター）

nero
- 「恋想ルーモア」（ギター）

ゲーム｢ボーイフレンド(仮)｣
- 芳屋直景(CV:花江夏樹)｢青空プレイボール｣（ギター）

ブルーサンタ
- ｢アロハマハロ｣（ギター）

堀江由衣
- アルバム「堀江由衣LIVE TOUR 2019文学少女倶楽部」収録全曲（ギター）
- アルバム「堀江由衣LIVE TOUR 2022文学少女倶楽部Ⅱ～放課後リピート～」収録全曲(ギター)

水木一郎
- レジェンド降臨ver.「マジンガーZ」（ギター）

MEG (歌手・ファッションデザイナー)
- 「A BATTLE OF PARADOX」（ギター）

レフティモンスターP
- 「顔本耽溺ガール」（ギター）

## ライブサポート
麻生夏子
- 全国ツアー「Hypersonic☆Circuit」バックバンド（ギター）

AdamLilith
- 「THOR'S HAMMER 2nd」@川崎CLUB CITTA'（ギター・バンマス/GEEKS名義）

イヤホンズ
- 2周年記念ライブ「月世界旅行楽団」@東京キネマ倶楽部　バックバンド（ギター・バンマス）
- 3周年記念ライブツアー「Some Dreams Tour 2018 -新次元の未来泥棒ども-」　バックバンド（ギター・バンマス/月蝕會議名義）
- 4周年記念ライブ「CULTURE CLUB」@品川ステラボール → 竹芝NEW PIER HALL　バックバンド（ギター・バンマス/月蝕會議名義）※令和元年東日本台風 → 新型コロナウイルスの世界的流行(2019年-)の影響により開催中止
- EVIL LINE RECORDS 10th Anniversary FES.“EVIL A LIVE” 2024　バックバンド（ギター・バンマス/月蝕會議名義）

OLDCODEX
- 「A-FES」@幕張メッセ　ライブサポート（ギター）

ガガピエロ
- 「THOR'S HAMMER 2nd」@川崎CLUB CITTA'（ギター・バンマス/GEEKS名義）

カノエラナ
- 「暴食金魚列車ワンマン運転」@池袋club MIXA　バックバンド（ギター・バンマス）
- ライブツアー2022「思春期東名阪症候群」　バックバンド（ギター・バンマス）
- 「第85回 カノエ区 煩夜伽大会」@渋谷O-nest　バックバンド（ギター・バンマス）

GILTY×GILTY
- GILTY×GILTY 1st Anniversary Live 「JUDGEMENT X」@ZeppDiverCity　（ギター・バンマス/GEEKS名義）
- 「THOR'S HAMMER」@恵比寿LIQUIDROOM　（ギター・バンマス/GEEKS名義）
- 「THOR'S HAMMER 2nd」@川崎CLUB CITTA'（ギター・バンマス/GEEKS名義）

超人的シェアハウスストーリー『カリスマ』
- カリスマ声優全員集合イベント「カリスマ ワールド エキスポ」（ギター・バンマス）
- 「祝2周年・カリスマサミット」@片柳アリーナ　（ギター・バンマス/月蝕會議名義）
- EVIL LINE RECORDS 10th Anniversary FES.“EVIL A LIVE” 2024　バックバンド（ギター・バンマス/月蝕會議名義）
- 「カリスマジャンボリーツアー」 （ギター・バンマス/月蝕會議名義）

佐藤聡美
- 全国ツアー「しゅがちゅん。～☆を集めにいくツアー2014～」　バックバンド（ギター・バンマス）
- 全国ツアー「しゅがちゅん。～導かれし星たち～」　バックバンド（ギター・バンマス）

TENRIN
- 2周年ワンマンライブ「天生輪廻」@LIQUIDROOM　バックバンド（ギター・バンマス/GEEKS名義）
- 天生輪廻～TENRIN 3rd Anniversary LIVE～@川崎CLUB CITTA'　バックバンド（ギター・バンマス/GEEKS名義）
- 「THOR'S HAMMER」@恵比寿LIQUIDROOM　（ギター・バンマス/GEEKS名義）
- 「THOR'S HAMMER 2nd」@川崎CLUB CITTA'（ギター・バンマス/GEEKS名義）

ドールズフロントライン
- 配信ライブ「OPERATION CALLING」　バックバンド｢GRIFFIN SOUND TROOPS｣（ギター）

悲撃のヒロイン症候群
- 1stワンマンライブ「mercykilling」@Shibuya O-EAST　バックバンド（ギター・バンマス/GEEKS名義）
- 全国ツアー「悲撃乃偶像行脚」ファイナル公演@舞浜アンフィシアター　バックバンド（ギター・バンマス/GEEKS名義）

堀江由衣
- 堀江由衣ライブツアー2019「文学少女倶楽部」　バックバンド（ギター・バンマス）
- 堀江由衣ライブツアー2022「文学少女倶楽部II ～放課後リピート～」　バックバンド（ギター・バンマス）

山崎はるか
- 全国ツアー「HARUKA YAMAZAKI LIVE TOUR 2019 ～C'est parti!!～」　バックバンド（ギター・バンマス）
- 「HARUKA YAMAZAKI LIVE 2021 ～Mystère～」@ LINE CUBE SHIBUYA(渋谷公会堂)（ギター・バンマス）
- 「HARUKA YAMZAKI Happy Gaming LIVE!! 2023」@横浜BayHall　バックバンド（ギター・バンマス）

## 出演

### ミュージックビデオ
麻生夏子
- 「Parade!」（2012年）

上坂すみれ
- 「パララックス・ビュー」（2014年）

AG7（喜多修平、HIMEKA、佐咲紗花、河野マリナ、鈴木このみ、岡本菜摘、小林竜之）
- 「Endless NOVA」（2014年）

佐藤聡美
- 「ミライナイト」（2014年）

水樹奈々
- 「WHAT YOU WANT」（2018年）
- 「METANOIA」（2019年）
- 「FIRE SCREAM」（2020年）
- 「Get up! Shout!」（2021年）
- 「スパイラル」（2022年）

little by little
- 「キミモノガタリ」（2007年）

### ドラマ
- 「殺人偏差値 70」（日本テレビ放送網、2014年7月2日）
- 「ラヴソング」　第2話（フジテレビジョン、2016年4月18日）
- 「男の操」　第3話（NHK BSプレミアム、2017年11月26日）

### 声優
- 天歌奏流-TENKASOUL-（SACRA MUSIC）

## 執筆書籍
- ド素人のためのオリジナルエフェクター製作（シンコーミュージック・エンタテイメント、2010年4月） ISBN 978-4-401632-26-8
- ド素人のためのオリジナルエフェクター製作[増補改訂版]（シンコーミュージック・エンタテイメント、2011年11月）　ISBN 978-4-401636-31-0
- はじめてのハンドクラフト・ギター（リットーミュージック、2017年12月）　ISBN 978-4-845631-67-4